# Гаджиев, Этибар Фирудин оглы
Этибар Фирудин оглы Гаджиев (азерб. Etibar Firudin oğlu Haciyev; 5 апреля 1971, Зод, Варденисский район — 15 июня 1992, Нижний Агджакенд, Геранбойский район) — Национальный герой Азербайджана (1992, посмертно).

## Биография
Этибар Гаджиев родился 5 апреля 1971 года в селе Зод Варденисского района Армянской ССР. После окончания школы работал в совхозе. В 1988 году вследствие изгнания азербайджанцев из Армянской ССР семья Э. Гаджиева переехала в Кельбаджар. 13 июня 1989 года был призван в армию. После прохождения службы в Перми приезжает в Ханлар, где обосновалась его семья.

### Первая карабахская война
В 1992 году записался добровольцем в Национальную армию Азербайджана. Сражался в боях за села Бойюк Джанбар, Кичик Джанбар, Бузлаг, Эркедж. 15 июня 1992 года Этибар Гаджиев погиб в бою за село Агджакенд Геранбойского района.
На момент гибели был холост.

## Память
Указом президента Азербайджанской Республики № 6 от 23 июня 1992 года рядовому Этибару Фирудин оглы Гаджиеву было присвоено звание Национального героя Азербайджана (посмертно).
Похоронен на Аллее Шехидов в городе Гёйгёль.
Имя героя присвоено одной из улиц села Ени Зод Гёйгёльского района.